# Prasiola crispa
Prasiola crispa es un alga verde terrestre. Es el organismo más común en la Antártica, y uno de sus productores primarios de mayor importancia.

## Taxonomía
La especie, primeramente descrita como Ulva crispa, es la especie tipo del género Prasiola.
Un lectotipo fue nominado para la especie, cuya locación tipo fue provista con la anotación de que se encontraba en paredes que daban al norte, y eran favorecidas como urinarios.
El epíteto específico se puede traducir como "rizado", una referencia a las convoluciones irregulares que presenta la especie.

## Descripción
Es un alga verde pequeña, que puede llegar a medir 6 centímetros de largo. La fronda es redonda y aplanada, generalmente de solo una célula de grosor, las cuales se ordenan en cadenas o grupos de cuatro.

## Reproducción
Su reproducción es en base a acinetos y aplanosporas.

## Distribución
A nivel mundial, principalmente en regiones polares o de bajas temperaturas, como Islandia, las Islas británicas, Nueva Zelanda, Japón, la Antártida y las costas del océano Pacífico en América del Norte.

## Estado de conservación
En Islandia, se encuentra en la Lista Roja de la UICN como una especie vulnerable (VU).